# Xadas
Bruno Alexandre Vieira Almeida, plus communément appelé Xadas, né le 2 décembre 1997 à Oliveira de Azeméis au Portugal, est un footballeur portugais qui évolue au poste de milieu offensif au CS Marítimo.

## Biographie

### Carrière de joueur

#### SC Braga
Né à Oliveira de Azeméis au Portugal, Xadas est formé au SC Braga avec lequel il fait ses débuts en professionnel le 2 avril 2017, contre le CS Marítimo, dans un match avec beaucoup de buts mais sans vainqueur, puisque les deux équipes se quittent sur un match nul 3-3. Xadas marque son premier but en Liga NOS le 13 août 2017 contre le Portimonense SC. C'est sur une passe décisive de Ricardo Esgaio qu'il marque le second but de son équipe, qui remporte le match 2-1.
En août 2018, Xadas est pressenti pour rejoindre le club de l'AS Monaco, mais se voit recalé à la visite médicale et ne signe finalement pas avec le club de la principauté.

#### CS Maritimo
N'ayant joué que 2 matches (1 en championnat et 1 en Europa League) avec Braga depuis le début de la saison 2019-2020, Bruno Xadas est prêté le 31 janvier 2020 pour le reste de la saison au CS Marítimo afin de retrouver du temps de jeu.
Il jouera 12 matches championnat pour 1 but inscrit.

#### Excel Mouscron
Le 5 octobre 2020, Bruno Xadas est prêté une saison avec option d'achat au Royal Excel Mouscron. Il arrive avec l'objectif de se relancer. Il fait sa première apparition contre le KAS Eupen, le 18 octobre 2020, en championnat. Son équipe est battue par deux buts à zéro ce jour-là. Il donne la victoire à son équipe en marquant son premier but pour Mouscron le 20 décembre 2020 en championnat (0-1 score final) mais peine à répondre aux attentes placées en lui. Il inscrit toutefois un autre but, le 26 janvier 2021, en ouvrant le score face au RSC Anderlecht (1-1 score final) mais ne se montre pas davantage décisif.

#### Retour au Maritimo
Le 13 juillet 2021, Xadas fait son retour au CS Marítimo. Il rejoint cette fois le club définitivement et signe un contrat de trois ans, soit jusqu'en juin 2024.
Le 22 août 2021, Xadas se fait remarquer en marquant le but égalisateur contre le FC Porto en championnat, permettant à son équipe de faire match nul (1-1 score final).

### En sélection
Avec les moins de 19 ans, il participe au championnat d'Europe des moins de 19 ans en 2016. Lors de cette compétition, il joue deux matchs, l'Autriche et l'Italie. Le Portugal s'incline en demi-finale face à l'équipe de France.
Par la suite, avec les moins de 20 ans, il dispute la Coupe du monde des moins de 20 ans en 2017. Lors du mondial junior organisé en Corée du Sud, il joue cinq matchs. Il inscrit en doublé en huitièmes contre le pays organisateur, puis délivre deux passe décisives contre l'Uruguay en quart.
Xadas fait ses débuts avec l'équipe du Portugal espoirs le 5 septembre 2017, face au Pays de Galles, lors d'une rencontre que les Portugais remportent 2-0. Il inscrit son premier but avec les espoirs le 23 mars 2018, lors d'une large victoire du Portugal 7 buts à 0 contre le Liechtenstein.